# Ken Norton
Kenneth Howard Norton (Jacksonville (Illinois), 9 augustus 1943 – Henderson (Nevada), 18 september 2013) was een Amerikaans wereldkampioen boksen in het zwaargewicht en een van de vijf boksers die Muhammad Ali wisten te verslaan. Norton vocht in totaal 50 profgevechten, waarvan hij er 42 won (33 door knock-out), 7 verloor, 1 als onbeslist eindigde en 1 als no contest. 

## Biografie
Op Jacksonville High School demonstreerde Norton zijn opmerkelijke kwaliteiten als sporter. Zijn atletiekcoach liet hem aan acht onderdelen deelnemen en hij won ze alle. Als gevolg hiervan werd de "Ken Nortonregel" ingevoerd op zijn school. Een atleet mocht nog maar aan maximaal drie onderdelen deelnemen. Nadat Norton zijn diploma behaalde, ging hij met een American Footballbeurs op zak studeren aan de Northeast Missouri State University (nu de Truman State University). 
Norton begon met boksen toen hij in het Amerikaans marinekorps (United States Marine Corps (USMC)) zat. Norton staat thans op de nominatielijst om te worden opgenomen in de USMC Sports Hall of Fame. In 1967 werd hij professioneel bokser. In 1973 vocht Norton tegen Muhammad Ali, brak Ali's kaak en won via een split decision. Zijn overwinning tegen Ali, diens tweede nederlaag, leverde hem de NABF Wereldtitel in het zwaargewicht op. Een half jaar later nam Ali wraak voor het verlies door een tweede partij tegen Norton op split decision te winnen. Sommigen waren van mening dat Norton het gevecht had moeten winnen. 
In 1974 stond Norton tegenover een andere legende: George Foreman. In een gevecht om de wereldtitel stopte deze hem af in de tweede ronde. Twee jaar hierna kreeg Norton in een derde gevecht tegen Ali de kans de titel te heroveren. Velen zagen dit als de neergang van Ali en waren van mening dat het gevecht niet had mogen plaatsvinden. Norton won zes van de eerste acht ronden en had een comfortabele voorsprong op Ali. Ali won de negende en tiende ronde, verloor de elfde en won de volgende drie ronden. Beide boksers gingen met een gelijke stand de laatste ronde in, Ali won. De derde man in de ring, de vermaarde scheidsrechter Arthur Mercante, vond dat Norton het slachtoffer van slecht advies uit zijn hoek was geworden. Norton had uit zijn hoek meegekregen het "rustig aan te doen", terwijl Ali's trainer de kampioen had ingefluisterd "als een bezetene te vechten". Het blad Boxing Monthly sprak in zijn januari-editie van 1988 van het gevecht als een van de meest twijfelachtige beslissingen in de bokshistorie. 
In februari 1978 was er een boel commotie rondom titelhouder Leon Spinks ontstaan. Spinks gaf er de voorkeur aan een rematch tegen Ali, liever dan tegen Norton, de nummer één uitdager, uit te komen. De World Boxing Council (WBC) die een mandaat had uitgevaardigd voor een treffen tussen Spinks en Norton, erkende Spinks niet langer als zijn kampioen. 
Op 18 maart 1978 schreef de WBC geschiedenis door Norton de titel toe te wijzen. De WBC stelde dat ze Nortons gewonnen wedstrijd tegen Jimmy Young met terugwerkende kracht als titelgevecht aanmerkte. 
De eerste wedstrijd waarin Nortons titel op het spel stond, tegen de nummer één uitdager Larry Holmes, werd een klassiek gevecht. Na vijftien zware ronden, kreeg Holmes de titel door een jurybeslissing toegewezen. De decemberuitgave van het blad Boxing Monthly sprak van een van de meest memorabele einden die een wedstrijd ooit gekend had. 
Norton is een unieke figuur in het wereldje van zwaargewichtkampioenen. Hij is de enige titelhouder in het zwaargewicht die nooit een titelgevecht won. 
"Apollo Creed", een rol in de Rocky-films, was initieel voor Norton weggelegd, maar ging, nadat Norton bedankte voor de eer, uiteindelijk naar Carl Weathers.
In 1981, toen Nortons beste dagen geteld waren, verloor hij na een knock-out van Gerry Cooney en hing zijn handschoenen aan de wilgen. Norton werd filmacteur, tot verwondingen als gevolg van een auto-ongeluk hem een tijdelijke hersenbeschadiging en permanent lichamelijk ongemak opleverden. 
Norton staat op de nominatielijst voor beide de International Boxing Hall of Fame en de World Boxing Hall of Fame. Het boksmagazine The Ring schaart Norton met een 22e plek bij de vijftig beste zwaargewichten aller tijden. Norton ontving de Napoleon Hill-prijs voor positief denken. In 1977 kreeg hij van de Boxing Writers Association of America J. Niel-trofee als beste vechter van het jaar. 
Nortons zoon, Ken Norton Jr. speelde American Football voor de San Francisco 49ers en de Dallas Cowboys en zette een unieke prestatie neer door driemaal op rij de Super Bowl te winnen, een met het team uit San Francisco en twee met de Cowboys.  